# 劉家齊
劉家齊（1956年10月11日—），是台灣的棒球選手，為米迪亞暴龍隊首任總教練，但季中因調度問題而遭到撤換，原位置由林琨瑋代理，自己改任投手教練，守備位置為投手及內野手。

## 經歷
- 花蓮縣明義國小少棒隊
- 花蓮縣國風國中青少棒隊
- 台東縣紅葉青少棒隊
- 高雄縣高苑工商青棒隊
- 台南市六信家商青棒隊（借將）
- 高雄縣高苑工商青棒隊
- 台灣電力棒球隊
- 文化大學棒球隊（味全）（1978年）
- 台北體院棒球隊借將
- 空軍棒球隊（1980年）
- 台灣電力棒球隊
- 文化大學棒球隊教練
- 聲寶巨人棒球隊經理
- 台灣大聯盟台北太陽隊投手教練（1997年～1999年）
- 國軍棒球隊投手教練（2000年）
- 台灣大聯盟台中金剛隊投手教練（2001年～2002年）
- 高雄市三信家商青棒隊教練
- 高雄縣高苑工商青棒隊教練
- 中華職棒米迪亞暴龍隊總教練（2008年3月17日～2008年5月7日）
- 中華職棒米迪亞暴龍隊投手教練（2008年5月7日～5月18日）
- 中華職棒米迪亞暴龍隊二軍總教練（2008年5月18日～2008年6月7日）
- 高雄市鼓山國小少棒隊教練（2009年）
- 高雄市興仁國中青少棒隊教練（2009年～2014年）
- 高雄市七賢國中青少棒隊教練（2014年）
- 雲林縣麥寮高中青棒隊投手教練（2016年～2017年）
- 雲林縣義峰高中青棒隊總教練（2018年～2020年）
- 屏東縣陸興中學青棒隊教練（2020年～）

## 執教生涯成績
|           |            |    |    |    |   |      |    | 備註         |
| --------- | ---------- | -- | -- | -- | - | ---- | -- | ------------ |
| 2008      | 米迪亞暴龍 | 28 | 11 | 16 | 1 | .407 | -- | 球季中遭撤換 |
| 合計：1年 | 合計：1年  | 28 | 11 | 16 | 1 | .407 | -- |              |

## 外部連結
- 劉家齊在台灣棒球維基館上的頁面（繁體中文）

| 體育角色           | 體育角色                                       | 體育角色      |
| ------------------ | ---------------------------------------------- | ------------- |
| 中華職業棒球大聯盟 |                                                |               |
| 首任               | 米迪亞暴龍隊總教練 2008年3月17日－2008年5月7日 | 繼任： 林琨瑋 |